# 김신일
김신일(金信一, 1941년 2월 27일 ~ , 충북 청주)은 대한민국의 관료이다. 제50대 교육인적자원부 장관을 지냈다.
1959년 청주고등학교를 졸업, 1963년 서울대학교 교육학과를 졸업하였고, 1965년에 같은 대학에서 교육학 석사 학위를, 1978년 미국 피츠버그 대학교에서 교육학 박사 학위를 받았다. 1967년부터 1980년까지 서울여자대학교 교수를 재직하였고, 이후에는 서울대학교 교육학과 교수로 재직하다가 2006년에 정년퇴임했다. 2004년부터는 한국교육학회 회장을 지냈고, 2006년 교육인적자원부 장관 겸 부총리로 지내다가 2008년 2월 5일 대한민국 법학전문대학원 선정 문제로 사임했다.

## 저서

### 주요 저서
- 《교육원리》, 수문사, 1972
- 《교육이론연구 1 : Durkheim 교육이론연구》, 교육과학사, 1982
- 《학교와 지역사회》, 서울대학교출판부, 1982
- 《교육원리연구:DURKHEIM》, 교육과학사, 1988
- 《교육사회학》, 교육과학사, 1990,1999,
- 《한국교육의 현단계》, 교육과학사, 1990
- 《평생교육원론》, 교육과학사, 1992
- 《시민의 교육학》, 교육과학사, 1995
- 《우리가 꿈꾸는 아름다운 학교》, 교육과학사, 2002
- 《학습사회의 교육학》, 학지사, 2005
- 《서울대 김신일 교수의 교육생각》, 학지사, 2007

### 공저
- 《교육학개론》, 교육과학사, 1998
- 《세계 속의 한국대학》, 교육과학사, 1999
- 《평생교육개론》, 교육과학사, 2001
- 《평생교육학-동향과 화제》, 교육과학사, 2001

## 참고 자료
| 전임 이종서 (직무대행) | 제50대 부총리 겸 교육인적자원부 장관 2006년 9월 20일 ~ 2008년 2월 5일 | 후임 서남수 (직무대행) 김도연 (교육과학기술부장관) |